# Pulsnitz
Pulsnitz è una città di 7.805 abitanti della Sassonia, in Germania.
Appartiene al circondario (Landkreis) di Bautzen (targa BZ) ed è parte della comunità amministrativa (Verwaltungsverband) di Pulsnitz.
È attraversato dall'omonimo fiume.